# Sohen Biln
Sohen Biln (17. juni 1939 - 27. marts 2012) var en canadisk roer.
Ved OL 1960 i Rom vandt Biln en sølvmedalje, som styrmand i den canadiske otter. Canada kom ind på andenpladsen i finalen, 4,34 sekunder efter guldvinderne fra Tyskland. Tjekkoslovakiet vandt bronze, 3,32 sekunder efter canadierne. Roerne i den canadiske båd var Donald Arnold, Walter D'Hondt, Nelson Kuhn, David Anderson, Archibald MacKinnon, Bill McKerlich, John Lecky og Glen Mervyn.
Biln var, ligesom de øvrige medlemmer af canadiernes 1960-otter, studerende ved University of British Columbia i Vancouver.

## OL-medaljer
- 1960:  Sølv i otter